# Graphipterus barthelemyi
Graphipterus barthelemyi es una especie de escarabajo del género Graphipterus, familia Carabidae, orden Coleoptera. Fue descrita científicamente por Dejean en 1830.

## Descripción
El macho mide aproximadamente 13,0-17 milímetros de longitud y la hembra 15,5-17,0 milímetros.

## Distribución
Se distribuye por Túnez.